# Thérèse Sita-Bella

Sita-Bella khi trẻ.

Thérèse Sita-Bella (1933 - 27 tháng 2 năm 2006), tên khai sinh Thérèse Bella Mbida, là một đạo diễn phim người Cameroon, người đã trở thành nhà làm phim phụ nữ đầu tiên của Châu Phi và Cameroon.

## Thơ ấu và giáo dục
Bà sinh ra thuộc tộc Beti ở miền nam Cameroon, và nhận được sự giáo dục từ các nhà truyền giáo Công giáo. Vào những năm 1950, sau khi lấy bằng tú tài từ một trường học ở thủ đô Yaoundé của Cameroon, bà đã đến Paris để tiếp tục học. Chính tại Pháp, mối quan tâm của bà đối với báo chí và phim phát triển.

## Sự nghiệp
Năm 1955, Sita-Bella bắt đầu sự nghiệp làm nhà báo. Sau đó, vào năm 1963, Sita-Bella trở thành nhà làm phim phụ nữ đầu tiên ở Cameroon và toàn bộ Châu Phi. Từ năm 1964 đến năm 1965, Sita-Bella làm việc tại Pháp tại tờ báo La Vie dành cho người Pháp do bà đồng sáng tạo. Sau khi trở về Cameroon vào năm 1967, bà gia nhập Bộ Thông tin và trở thành Phó Giám đốc Thông tin.

## Tam Tam à Paris
Năm 1963, Sita-Bella chỉ đạo phim tài liệu Tam-Tam à Paris, đã đi theo một đoàn từ Đoàn nhạc Quốc gia Cameroon trong một chuyến tham quan Paris. Tam Tam à Paris thường được trích dẫn là bộ phim đầu tiên của một người phụ nữ từ châu Phi hạ Sahara. Năm 1969, Tam Tam à Paris nổi bật tại Tuần lễ Điện ảnh Châu Phi đầu tiên, một liên hoan mà sau này được biết đến với tên gọi FESPACO.
Sita-Bella được coi là một trường hợp cá biệt và là một trong những phụ nữ hiếm hoi làm việc trong ngành công nghiệp điện ảnh đang bị nam giới thống trị. Bà đã nói về ngành công nghiệp điện ảnh vào những năm 1970:

"Nữ quay phim trong những năm 1970? Lúc đó chúng tôi rất ít. Có một vài người Tây Ấn, một phụ nữ từ Sénégal tên Safi Faye và tôi. Nhưng bạn có biết điện ảnh không phải là việc của phụ nữ".

## Cái chết
Vào ngày 27 tháng 2 năm 2006, Sita-Bella qua đời tại một bệnh viện ở Yaoundé vì bệnh ung thư ruột kết. Sita-Bella was buried at the Mvolye cemetery in Yaoundé.

## Vinh danh
Phòng chiếu phim Sita Bella tại Trung tâm văn hóa Cameroon được đặt theo tên của bà.